# دی‌هیدرواسترپتومایسین
دی‌هیدرواسترپتومایسین(به انگلیسی: Dihydrostreptomycin) یک آنتی بیوتیک از دسته استرپتومایسین ها است که در درمان بیماری سل کاربرد دارد.